# Teorema de Lagrange (àlgebra)
En teoria de grups, el teorema de Lagrange és un resultat important que relaciona l'ordre d'un grup finit {\displaystyle G} (el seu nombre d'elements) amb l'ordre de qualsevol dels seus subgrups. El teorema afirma que si {\displaystyle G} és un grup finit i {\displaystyle H} és un subgrup normal de {\displaystyle G}, llavors: 
{\displaystyle |G|=|H|[G:H],}
on {\displaystyle |G|} i {\displaystyle |H|} són l'ordre del grup {\displaystyle G} i l'ordre del subgrup {\displaystyle H}, en tant que {\displaystyle [G:H]} és l'índex de {\displaystyle H} en {\displaystyle G}.
El recíproc del teorema de Lagrange, en general, no es compleix, ja que existeix grups d'ordre {\displaystyle m} que poden no tenir un subgrup d'ordre {\displaystyle n} malgrat que {\displaystyle n\mid m}. Per exemple, el grup simètric {\displaystyle S_{4}} té ordre 24 i no té cap subgrup d'ordre 6. En general, els grups no resolubles són exemples en els quals el recíproc del teorema de Lagrange no es compleix. En canvi, el recíproc del teorema de Lagrange és sempre cert per al cas de grups abelians i, per tant, ho és també per a grups cíclics.
El teorema duu el nom del matemàtic italià Joseph Louis Lagrange, que el va publicar l'any 1771.

## Demostració
Consideri's inicialment una relació d'equivalència {\displaystyle \sim _{H}} sobre un grup finit G, definida com:
{\displaystyle x\sim _{H}y\Leftrightarrow x^{-1}y\in H,~~\forall x,y\in G}
Atès que se sap per hipòtesi que G és finit, se sap que únicament poden existir un nombre finit de classes d'equivalència diferents, és a dir, l'índex de H en G és finit. Es pot demostrar que:
{\displaystyle gH=\{gh:h\in H\},g\in G}
és la classe d'equivalència de g per a la relació {\displaystyle \sim _{H}}. Suposi's llavors que les classes d'equivalència diferents són: {\displaystyle ~g_{1}H,g_{2}H,\dots ,g_{m}H}. Atès que són diferents i són totes les possibles, G és la unió disjunta d'aquestes classes:
{\displaystyle |G|=|g_{1}H|+|g_{2}H|+\dots +|g_{m}H|=\sum _{r=1}^{m}{|g_{r}H|},~~g_{r}\in G.}
Sigui {\displaystyle H=\{h_{1},h_{2},\dots ,h_{n}\}\subseteq G}. Fixat un enter {\displaystyle 1\leq i\leq m}, de la igualtat {\displaystyle g_{i}h_{j}=g_{i}h_{l}} es dedueix que {\displaystyle h_{j}=\ h_{l}}. Per tant, els elements de la classe {\displaystyle g_{i}H} són tots diferents, ja que:
{\displaystyle g_{i}H=\{g_{i}h_{1},\dots ,g_{i}h_{n}\}.}
Així, {\displaystyle \forall i:|g_{i}H|=|H|}, llavors {\displaystyle |G|=m|H|}. D'aquí, es desprèn que {\displaystyle |H|} divideix {\displaystyle |G|} i de fet m és l'índex {\displaystyle [G:H]}, ja que:
{\displaystyle [G:H]=i(H,G)={\frac {|G|}{|H|}}=m.}
Per tant:
{\displaystyle |G|=[G:H]|H|=i(H,G)|H|}
quedant doncs demostrat l'enunciat del teorema -QED.

## Conseqüències
Consideri's un element {\displaystyle a\in G} qualsevol, el subgrup generat per a ha de satisfer el teorema de Lagrange. Per tant, l'ordre de qualsevol element de G, que coincideix amb el cardinal del subgrup generat per ell, divideix l'ordre de G.
Una conseqüència immediata d'això és que tot grup {\displaystyle G} d'ordre primer {\displaystyle p} és cíclic, ja que l'ordre d'un element {\displaystyle a} de {\displaystyle G} diferent a la identitat només pot ser {\displaystyle p}, i doncs {\displaystyle a} és un generador de {\displaystyle G}.
A partir del teorema de Lagrange es pot, per exemple, demostrar que si {\displaystyle H,K} són subgrups finits d'un grup {\displaystyle G}, llavors
{\displaystyle |HK|={\frac {|H||K|}{|H\cap K|}}}
on {\displaystyle HK=\{hk\mid h\in H\ \ {\mbox{y}}\ \ k\in K\}} (aquest conjunt pot no ser un subgrup de {\displaystyle G}).
El teorema de Lagrange proporciona una forma interessant de demostrar que l'ordre del grup simètric {\displaystyle S_{n}} de las permutacions de {\displaystyle n} símbols és {\displaystyle n!}. A més, si {\displaystyle A_{n}} és el subgrup alternant de {\displaystyle S_{n}}, llavors:
{\displaystyle |A_{n}|={\frac {|S_{n}|}{2}}={\frac {n!}{2}},}
ja que {\displaystyle [S_{n}:A_{n}]=2\,\!}.

## Generalització
El teorema de Lagrange és en realitat un cas especial del fet següent:
| Si {\displaystyle H} i {\displaystyle K} són dos subgrups d'un grup {\displaystyle G}, sent {\displaystyle K} alhora un subgrup de {\displaystyle H}, llavors: {\displaystyle [G:K]=[G:H][H:K]} (fórmula de transitivitat de l'índex) |

En aquest cas {\displaystyle G} i els subgrups {\displaystyle H,K} poden ser infinits. Així, el teorema de Lagrange es converteix en un cas particular d'aquest fet, ja que l'expressió inicial pren {\displaystyle K} com el subgrup trivial de {\displaystyle G} en aquesta última equació.